# Krake (figur)
För andra betydelser, se krake.

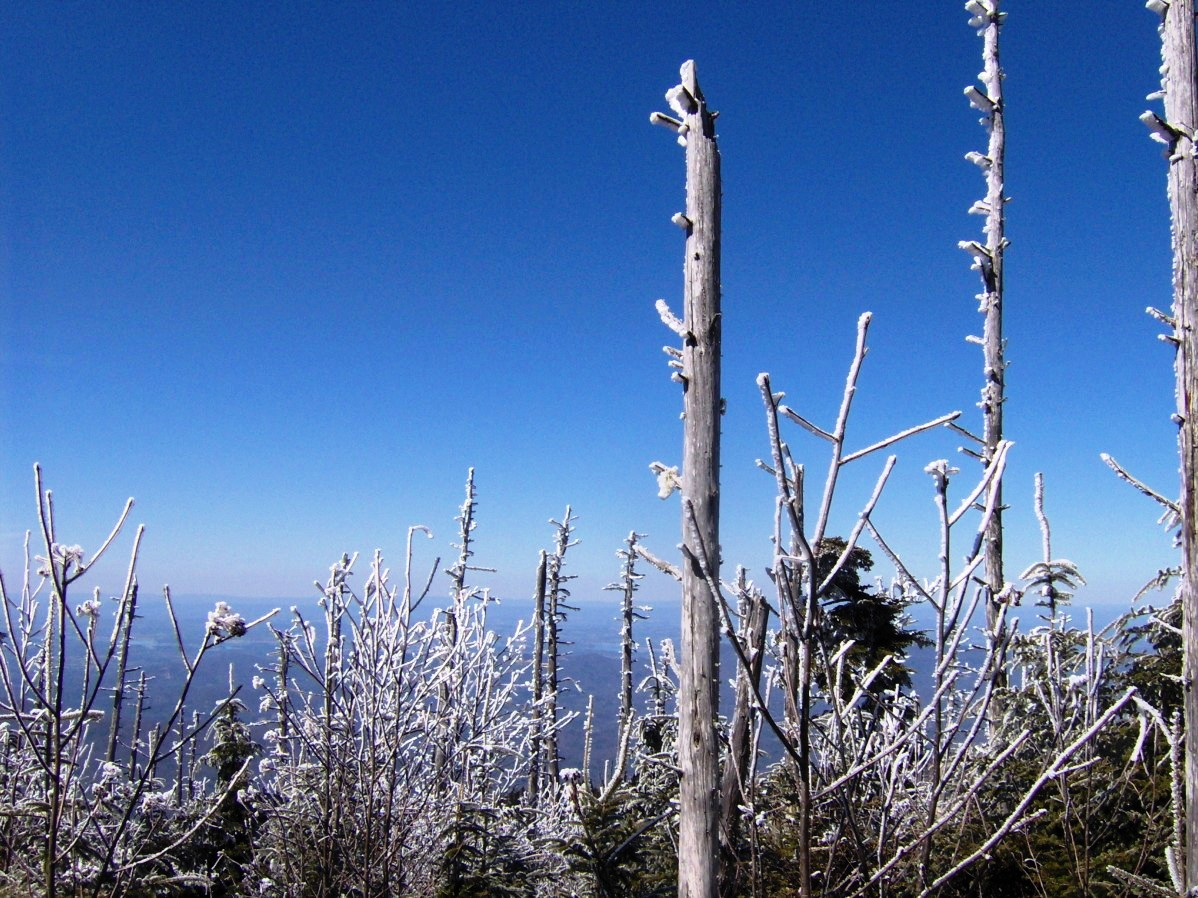
Granstammar med kvarsittande grenstumpar.

Begreppet krake har med tiden fått flera betydelser, men det ursprungliga verkar vara krokigt och klent träd, tunn stång med hake på, torr (gran)stam med de krokiga, avbarrade grenarna kvarsittande; besläktat med krok, krycka (enligt Svenska Akademiens ordbok). Efter det började ordet användas om stänger och störar, särskilt sådana med kvarsittande grenstumpar som användes som torkställningar i jordbruket (sädeskrake, ärtkrake, brödkrake). Krake kunde sedan också avse en hel sammansatt ställning av sådana störar, eller den mängd säd som var lastad på en sådan. Se artikel om krake (jordbruk).
I överförd bemärkelse är krake en människa (stackars krake) eller ett djur (hästkrake) som är svagare, magrare eller bräckligare än vad som anses tillräckligt. Det kan vara både det kroppsliga och det själsliga som menas. Det används både nedsättande och medlidande.
Krake har även använts som tillnamn, dels hos Kraka (Ragnar Lodbroks maka) och dels hos Rolf Krake. För Rolf Krake är tillnamnet troligen inte menat som en nedsättande benämning. Mer sannolikt var han lång och smal.